# Ossewabrandwag
L'Ossewabrandwag (OB) (littéralement « sentinelle du char à bœufs ») était une organisation politique sud-africaine, pan-afrikaner, anti-britannique opposée à la participation de l'Afrique du Sud à la Seconde Guerre mondiale. Elle fut créée le 4 février 1939 à Bloemfontein par des Afrikaners pro-Allemands et pro-nazis.

## Contexte
Au cours du xixe siècle, la plupart des Boers de la frontière nord du Cap migrèrent vers l'intérieur des terres et créèrent l'État libre d'Orange et la République sud-africaine du Transvaal, afin de se libérer de la tutelle britannique. À l'issue de la seconde guerre des Boers (1899-1902), les Britanniques conquirent les Républiques boers. Les Pays-Bas et l'Allemagne avaient soutenu la cause boer. Après cette guerre, il y eut une réconciliation entre les Afrikaners et les Britanniques, qui se traduisit par l'instauration de l'Union d'Afrique du Sud, sous la direction de combattants Boers tels que Louis Botha et Jan Smuts. Les Sud-Africains, parmi lesquels des milliers d'Afrikaners, avaient servi dans les troupes britanniques durant la Première Guerre mondiale.
Beaucoup de Boers se rappelaient néanmoins les méthodes extrêmement brutales utilisées par les Britanniques durant la seconde guerre des Boers (pratique de la terre brulée, regroupement des populations civiles dans des camps de concentration où périrent plus de 27 000 boers, déportation hors d'Afrique du Sud de plusieurs milliers de combattants). Ainsi, il existait un fort ressentiment à l'encontre de la gouvernance des autorités britanniques, même sous la forme adoucie du dominion de l'Union de l'Afrique du Sud.

## Les années 1930
Le principal vecteur du nationalisme afrikaner était, à cette période, le « Parti national purifié » de Daniel François Malan, qui avait rompu avec le « Parti national » lorsque ce dernier avait fusionné avec le « Parti sud-africain », dirigé par Jan Smuts, en 1934. 
Un autre élément important était l'Afrikaner Broederbond, une société secrète fondée en 1918, qui promouvait l'idée que le « peuple afrikaner » (Afrikaner volk) avait été installé dans ce pays par « la main de Dieu ».
L'année 1938 était celle du centenaire du Grand Trek (la migration des Boers vers l'intérieur des terres). L'Ossewabrandwag fut institué en commémoration de cela. La plupart des migrants avaient voyagé dans des chariots tirés par des bœufs, d'où le nom du parti. Son dirigeant était Johannes Van Rensburg (en), un avocat qui avait travaillé comme secrétaire à la Justice, à l'époque où Smuts était ministre de la Justice en 1933, et qui était un admirateur de l'Allemagne nazie,.

## Durant la Seconde Guerre mondiale
Les militants de l'Ossewabrandwag étaient hostiles aux Britanniques et étaient sympathisants de l'Allemagne. Ainsi, l'OB s'opposa à la participation de l'Afrique du Sud à la guerre, même après que l'Union eut déclaré la guerre, avec l'appui de la Grande-Bretagne, en septembre 1939. 
Néanmoins, d'après Pierre L. van den Berghe, quoiqu'il y ait des accointances, ni Van Rensburg ni l'OB n'étaient de véritables fascistes. Cependant, pour Alexandre Kum'a Ndumbe III, l'OB était « fondé sur les principes du Führer, combattant l'Empire britannique, le capitalisme, les communistes, les Juifs, les partis et le système parlementaire […] sur les bases du national-socialisme », selon les termes d'une source secrète allemande, datée du 18 janvier 1944.
Les membres de l'OB refusèrent de s’engager dans les forces sud-africaines et, à l'occasion, s'en prirent à des militaires en uniforme. Le point culminant fut une émeute, le 1er février 1941 à Johannesburg, où 140 soldats furent sérieusement blessés.
Plus dangereuse encore, l'OB disposait d'une aile paramilitaire, les Stormjaers (« troupes d'assaut »). Sa nature est mise en évidence par le serment que prêtaient les recrues : « Si je bats en retraite, tuez-moi. Si je meurs, vengez-moi. Si j'avance, suivez-moi. » (As ek omdraai, skiet my. As ek val, wreek my. As ek storm, volg my,.)
Les Stormjaers s'impliquèrent dans des actes de sabotage contre le gouvernement de l'Union. Ils dynamitèrent des lignes électriques, des voies de chemin de fer, des lignes de télégramme et de téléphone. Ces actes allaient trop loin pour la plupart des Afrikaners et D.F. Malan ordonna au Parti national de rompre avec l'OB en 1942.
Le gouvernement réprima l'OB et les Stormjaers, plaçant des milliers d'entre eux en camps d'internement pour la durée de la guerre. Parmi eux, se trouvait un futur Premier ministre, John Vorster.
À la fin de la guerre, l'OB fut absorbé par le Parti national et cessa d'exister en tant qu'entité indépendante (1952).

### Crédits d'auteurs
- (en) Cet article est partiellement ou en totalité issu de l’article de Wikipédia en anglais intitulé « Ossewabrandwag » (voir la liste des auteurs).

### Traduction
1. ↑  (en) « based on the Führer-principle, fighting against the [British-]Empire, the capitalists, the communists, the Jews, the party and the system of parliamentarism […] on the base of national-socialism »